# صالح النشمي
صالح جمعة النشمي مواليد 26 ديسمبر 1995 في الأحساء، السعودية، هو لاعب كرة قدم سعودي يلعب لنادي الصفا.

## مسيرة اللاعب
كانت بداياته مع نادي الفتح و انتقل إلى نادي الثقبة في عام 2018 و عاد إلى نادي الفتح في عام 2020 و بعدها لعب مع نادي الساحل ونادي الصفا.

## روابط خارجية
- صالح النشمي على موقع قاعدة بيانات كرة القدم.إي يو (الإنجليزية)
- صالح النشمي على موقع Soccerway.com (الإنجليزية)
- صالح النشمي على موقع كووورة